# Myospila paradoxalis
Myospila paradoxalis är en tvåvingeart som först beskrevs av Stein 1903.  Myospila paradoxalis ingår i släktet Myospila och familjen husflugor. Inga underarter finns listade i Catalogue of Life.